# Challenge Tour 2 2019 (snooker)
Il Challenge Tour 2 è il secondo evento Challenge Tour della stagione 2019-2020 di snooker che si è disputato il 21 e il 22 settembre 2019 a Newbury in Inghilterra.

## Montepremi
- Vincitore: £2.000
- Finalista: £1.000
- Semifinalisti: £700
- Quarti di Finale: £500
- Sedicesimi di Finale: £200
- Trentaduesimi di Finale: £125

| Sessantaquattresimi di Finale | Trentaduesimi di Finale | Sedicesimi di Finale   | Quarti di Finale       | Semifinali             | Finale                 |
| ----------------------------- | ----------------------- | ---------------------- | ---------------------- | ---------------------- | ---------------------- |
| Al meglio dei 5 frames        | Al meglio dei 5 frames  | Al meglio dei 5 frames | Al meglio dei 5 frames | Al meglio dei 5 frames | Al meglio dei 5 frames |

| Giocatore            | Giocatore        | Risultato       |
| -------------------- | ---------------- | --------------- |
| Lukas Kleckers       | Daniel Holoyda   | 3 - 1           |
| Allan Taylor         | Gary Thompson    | 3 - 0           |
| Dean Young           | Sydney Wilson    | 3 - 2           |
| Jamie Curtis-Barrett | Dylan Emery      | 3 - 0           |
| Sean Maddocks        | Simon Bedford    | 0 - 3           |
| Simon Blackwell      | Ian Preece       | 3 - 2           |
| Adam Duffy           | Sean O'Sullivan  | 3 - 1           |
| Cristopher Keogan    | Steven Hallworth | 2 - 3           |
| Andrew Pagett        | Lee Richardson   | 3 - 2           |
| Peter Devlin         | Lucky Vatnani    | 3 - 0           |
| Alex Taubman         | Robbie McGuigan  | 2 - 3           |
| Sanderson Lam        | Ben Hancorn      | 3 - 0           |
| Paul Davison         | Ben Mertens      | 2 - 3           |
| Rory McLeod          | George Pragnall  | 3 - 1           |
| Hamza Akbar          | Zak Surety       | 1 - 3           |
| Keishin Kamihashi    | Fergal Quinn     | 1 - 3           |
| Callum Downing       | Aaron Hill       | 0 - 3           |
| Patrick Whelan       | Daniel Womersley | 1 - 3           |
| Ross Bulman          | Saqib Nasir      | 1 - 3           |
| Andreas Ploner       | Andy Marriott    | 3 - 0           |
| Stuart Watson        | Leo Fernandez    | 3 - 0           |
| Michael Collumb      | Ashley Hugill    | 0 - 3           |
| Alex Millington      | Amir Sarkhosh    | 0 - 3           |
| Andres Petrov        | Luke Pinches     | 3 - 0           |
| Kayden Brierley      | Jamie McArdle    | 2 - 3           |
| Andrew Doherty       | Ross Muir        | 0 - 3           |
| Ryan Thomerson       | Lewis Gillen     | 3 - 1           |
| Callum Lloyd         | Dave Finbow      | 3 - 0           |
| Jake Nicholson       | Liam Davies      | 3 - 0           |
| Jack Bradford        | Iulian Boiko     | 1 - 3           |
| Ryan Davies          | Matthew Glasby   | 3 - 1           |
| Lin Shuai            | Jeff Cundy       | 0 - 3 (Forfait) |

| Giocatore        | Giocatore            | Risultato |
| ---------------- | -------------------- | --------- |
| Allan Taylor     | Lukas Kleckers       | 3 - 2     |
| Dean Young       | Jamie Curtis-Barrett | 3 - 1     |
| Simon Bedford    | Simon Blackwell      | 2 - 3     |
| Adam Duffy       | Steven Hallworth     | 3 - 1     |
| Andrew Pagett    | Peter Devlin         | 3 - 2     |
| Robbie McGuigan  | Sanderson Lam        | 2 - 3     |
| Jeff Cundy       | Ben Mertens          | 3 - 2     |
| Rory McLeod      | Zak Surety           | 3 - 1     |
| Fergal Quinn     | Aaron Hill           | 0 - 3     |
| Daniel Womersley | Saqib Nasir          | 1 - 3     |
| Andreas Ploner   | Stuart Watson        | 3 - 1     |
| Ashley Hugill    | Amir Sarkhosh        | 0 - 3     |
| Andres Petrov    | Jamie McArdle        | 0 - 3     |
| Ross Muir        | Ryan Thomerson       | 0 - 3     |
| Callum Lloyd     | Jake Nicholson       | 1 - 3     |
| Iulian Boiko     | Ryan Davies          | 3 - 1     |

| Giocatore       | Giocatore      | Risultato |
| --------------- | -------------- | --------- |
| Allan Taylor    | Dean Young     | 3 - 0     |
| Simon Blackwell | Adam Duffy     | 2 - 3     |
| Andrew Pagett   | Sanderson Lam  | 3 - 1     |
| Rory McLeod     | Jeff Cundy     | 3 - 0     |
| Aaron Hill      | Saqib Nasir    | 3 - 2     |
| Andreas Ploner  | Amir Sarkhosh  | 0 - 3     |
| Jamie McArdle   | Ryan Thomerson | 0 - 3     |
| Jake Nicholson  | Iulian Boiko   | 3 - 2     |

| Giocatore      | Giocatore      | Risultato |
| -------------- | -------------- | --------- |
| Allan Taylor   | Adam Duffy     | 3 - 1     |
| Andrew Pagett  | Rory McLeod    | 3 - 2     |
| Aaron Hill     | Amir Sarkhosh  | 0 - 3     |
| Ryan Thomerson | Jake Nicholson | 0 - 3     |

| Giocatore      | Giocatore     | Risultato |
| -------------- | ------------- | --------- |
| Andrew Pagett  | Allan Taylor  | 3 - 0     |
| Jake Nicholson | Amir Sarkhosh | 3 - 0     |

| FINALE Crucible Sports & Social Club, Newbury, Inghilterra, Regno Unito, 22 settembre 2019 ARBITRO: | FINALE Crucible Sports & Social Club, Newbury, Inghilterra, Regno Unito, 22 settembre 2019 ARBITRO: | FINALE Crucible Sports & Social Club, Newbury, Inghilterra, Regno Unito, 22 settembre 2019 ARBITRO: |
| Jake Nicholson                                                                                      | 3 - 1                                                                                               | Andrew Pagett                                                                                       |
| --------------------------------------------------------------------------------------------------- | --------------------------------------------------------------------------------------------------- | --------------------------------------------------------------------------------------------------- |
| SESSIONE UNICA:                                                                                     | | |
| MIGLIOR BREAK: ? CENTURY BREAKS: ?                                                                  | | MIGLIOR BREAK: ? CENTURY BREAKS: ?                                                                  |
| Jake Nicholson vince il Challenge Tour 2 2019                                                       | | |

### Statistiche
| Giocatore            | Numero di frames vinti |
| -------------------- | ---------------------- |
| Jake Nicholson       | 18                     |
| Andrew Pagett        | 16                     |
| Allan Taylor         | 12                     |
| Amir Sarkhosh        | 12                     |
| Rory McLeod          | 11                     |
| Adam Duffy           | 10                     |
| Aaron Hill           | 9                      |
| Ryan Thomerson       | 9                      |
| Simon Blackwell      | 8                      |
| Saqib Nasir          | 8                      |
| Iulian Boiko         | 8                      |
| Sanderson Lam        | 7                      |
| Dean Young           | 6                      |
| Andreas Ploner       | 6                      |
| Jamie McArdle        | 6                      |
| Lukas Kleckers       | 5                      |
| Simon Bedford        | 5                      |
| Peter Devlin         | 5                      |
| Robbie McGuigan      | 5                      |
| Ben Mertens          | 5                      |
| Jamie Curtis-Barrett | 4                      |
| Steven Hallworth     | 4                      |
| Zak Surety           | 4                      |
| Daniel Womersley     | 4                      |
| Stuart Watson        | 4                      |
| Callum Lloyd         | 4                      |
| Ryan Davies          | 4                      |
| Fergal Quinn         | 3                      |
| Ashley Hugill        | 3                      |
| Andres Petrov        | 3                      |
| Ross Muir            | 3                      |
| Jeff Cundy           | 3                      |
| Sydney Wilson        | 2                      |
| Ian Preece           | 2                      |
| Cristopher Keogan    | 2                      |
| Lee Richardson       | 2                      |
| Alex Taubman         | 2                      |
| Paul Davison         | 2                      |
| Kayden Brierley      | 2                      |
| Daniel Holoyda       | 1                      |
| Sean O'Sullivan      | 1                      |
| George Pragnall      | 1                      |
| Hamza Akbar          | 1                      |
| Keishin Kamihashi    | 1                      |
| Patrick Whelan       | 1                      |
| Ross Bulman          | 1                      |
| Lewis Gillen         | 1                      |
| Jack Bradford        | 1                      |
| Matthew Glasby       | 1                      |

### Century Breaks (1)
| N° | Giocatore      | Century Breaks | Miglior Break |
| -- | -------------- | -------------- | ------------- |
| 1  | Andreas Ploner | 1              | 136           |